# Le Châtelet

Le Châtelet este o comună în departamentul Cher, Franța. În 1 ianuarie 2022 avea o populație de 920 de locuitori.